# Saint-Thurial
Saint-Thurial település Franciaországban, Ille-et-Vilaine megyében. Lakosainak száma 2165 fő (2022. január 1.). Saint-Thurial Le Verger, Baulon, Bréal-sous-Montfort, Maxent, Monterfil és Treffendel községekkel határos.

## Népesség
A település népessége az elmúlt években az alábbi módon változott:
| Lakosok száma | 749  | 1020 | 1273 | 1779 | 2045 | 2084 | 2084 | 2114 | 2128 | 2165 |
|               | 1968 | 1982 | 1990 | 2006 | 2013 | 2015 | 2017 | 2019 | 2020 | 2022 |